# Elisha Gray

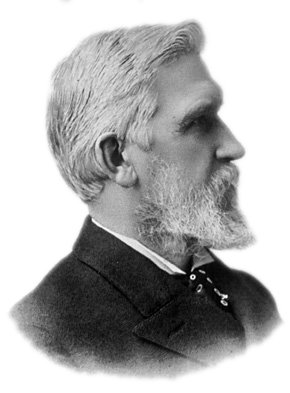
Elisha Gray

Elisha Gray (Barnesville (Ohio), 2 augustus 1835 – Newton (Massachusetts), 21 januari 1901) was een Amerikaanse elektrotechnisch ingenieur en uitvinder. Hij is bekend vanwege de ontwikkeling van een telefoon-prototype in 1876 in Highland Park, Illinois. Gray had meer dan 70 patenten op zijn naam.
Op dezelfde dag dat Alexander Graham Bell zijn patent aanvroeg voor de telefoon deed ook Gray een aanvraag voor een patent. De benodigde betaling voor de patentaanvraag van Gray kwam echter later in de dag binnen bij het Patent Office waardoor Bell het patent op de telefoon kreeg.
Hoewel Bell en Gray vaak worden genoemd als uitvinder van de telefoon is het Antonio Meucci die de eer daarvan toekomt; pas in 2002 werd dit officieel erkend. Ook Meucci slaagde er niet in de uitvinding tijdig te patenteren. Daarnaast heeft ook Philipp Reis een bijdrage aan de totstandkoming van de telefoon geleverd.